# Bitzfeld
Bitzfeld ist ein Ortsteil von Bretzfeld im Hohenlohekreis im nördlichen Baden-Württemberg.

## Lage und Gliederung
Zur ehemaligen Gemeinde Bitzfeld gehören das Dorf Bitzfeld und der Weiler Weißlensburg sowie die abgegangenen Ortschaften Laubach und Hapbach.
Die L 1036 von Öhringen im Ostnordosten nach Weinsberg im Westsüdwesten durchquert das Dorf Bitzfeld, in ihm mündet der zuletzt neben der Straße laufende Verrenbach von rechts in den kleinen Fluss Brettach, der es nordwärts durchläuft.

## Geschichte
Die erste urkundliche Erwähnung von Bitzfeld stammt aus dem Jahre 1255. Der Ort wurde damals Bettevelth und Bitzefeldt genannt. Die Namensendung auf -feld legt eine Gründung in grundherrschaftlicher Zeit nahe, wenngleich Reihengräberfunde auch auf älteren Ursprung zur Zeit der Landnahme deuten. Möglicherweise wurde eine aufgegebene ältere Siedlung im hohen Mittelalter wiederbesiedelt. Der Ort zählte zum Reichsgut der Herren von Weinsberg, die den Ort 1450 an die Kurpfalz veräußerten. Grundbesitz am Ort hatten insbesondere das Stift Öhringen und das Kloster Lichtenstern, aber auch das Haus Hohenlohe. Nach dem Landshuter Erbfolgekrieg fiel der Ort 1504 an Württemberg und wurde dort dem Amt Weinsberg (ab 1806: Oberamt Weinsberg) unterstellt. Durch die Zersplitterung des Grundbesitzes hatte Württemberg jedoch nur geringen Grundbesitz in Bitzfeld, der sich erst 1701 durch einen Güter- und Rechtetausch mit Hohenlohe vergrößerte. 1845 wurde der Weiler Weißlensburg angeschlossen. Mit Auflösung des Oberamts Weinsberg kam Bitzfeld 1926 zum Oberamt Öhringen (ab 1938: Landkreis Öhringen). Am 1. Januar 1973 wechselte es in den neugebildeten Hohenlohekreis.
Am 1. Januar 1975 erfolgte der Zusammenschluss von Adolzfurt, Bitzfeld, Bretzfeld, Dimbach, Geddelsbach, Scheppach, Schwabbach, Siebeneich, Unterheimbach und Waldbach zur neuen Gemeinde Bretzfeld.

## Wappen
Die Blasonierung des ehemaligen Gemeindewappens lautet: In Blau ein sechzehnstrahliger, abwechselnd von Silber und Rot facettierter Stern.

## Pfarrkirche St. Laurentius
Die evangelische Pfarrkirche St. Laurentius wurde bereits bei der Ersterwähnung des Ortes 1255 genannt. Das spätromanische Sockelgeschoss des Turms stammt noch aus dem Mittelalter und enthält heute die Sakristei, während der nach Osten ausgerichtete gotische Chorraum mit Kreuzrippengewölbe im 15. Jahrhundert und das im Renaissance-Stil erweiterte Kirchenschiff als Querkirche mit der Kanzel an der südlichen Längsseite und entsprechender Ausrichtung des Gestühls sowie der Turmaufbau 1624 durch Friedrich Vischlin, den herzoglichen Kirchenbaumeister aus Stuttgart, erbaut wurden. Der Taufstein stammt von 1727. Landbaumeister Johann Adam Groß der Ältere erhöhte 1747 das Schiff, damit Umlaufemporen, teils doppelstöckig, eingebaut werden konnten. Die kleine Südost-Empore mit dem "Amts- oder Herrenstuhl" für die Kirchenkonventsrichter (später: Kirchengemeinderäte) wurde von der Südostseite her mit einer 1955 entfernten Außentreppe erschlossen. Über dem Chorbogen wurde die Orgelempore erbaut. Im Stil des ländlichen Barock malte Johannes Stiegler aus Prag 1750 den Kirchenraum aus: die Kanzel, die Emporenbrüstungen mit Themenbildern des Alten und Neuen Testaments, die Hohlkehlen und die Deckenmalerei im Stil des französischen Bandwerks. Diese Ausgestaltung wurde 1860 übertüncht und 1956 bei der Totalrenovierung und Restaurierung unter Architekt Heinz Klatte wieder frei gelegt. Die Spätrenaissance-Kanzel von 1624 wurde bei der Renovierung 1956 von der Südwand-Mitte an die heutige Stelle (direkt südlich an die Ostempore) versetzt, Kanzelfuß und Aufgang dabei entfernt und somit die bisherige Querkirche zu Gunsten einer neuen Längsausrichtung aufgegeben. Architekt Hans-Joachim Wiegand führte 1992 die letzte Renovierung durch.
Zu den weiteren historischen Gebäuden des Ortes zählen die alte Kelter, das alte Pfarrhaus, das ehemalige Amtshaus von 1824 mit dorischem Säulenportal sowie das einstige Rat- und Schulhaus von 1846/47.

## Verkehr
Die Bahnstrecke Crailsheim–Heilbronn verläuft südöstlich des Ortes. Seit Dezember 2005 verfügt Bitzfeld über einen Haltepunkt, der von der S4 der Stadtbahn Heilbronn bedient wird. Im 20/30-Minuten-Takt verkehren die Züge nach Öhringen und über Heilbronn und Schwaigern nach Karlsruhe.
Die Bundesautobahn 6 verläuft nördlich des Ortes, die nächstgelegene Auffahrt, Nr. 39 Bretzfeld, befindet sich im benachbarten Ortsteil Schwabbach.